# Kaganat Chazarski
Kaganat Chazarski, Chazaria – państwo chazarskie powstałe w wyniku rozpadu kaganatu zachodniotureckiego w II połowie VII wieku nad Wołgą i Donem. Panując nad tymi rzekami Chazarowie i inni koczownicy wchodzący w skład federacji plemion kontrolowali ważne szlaki handlowe. W okresie największego rozkwitu państwa w VIII wieku kaganowi chazarskiemu trybut płaciło 25 plemion i księstw, w tym władca Kijowa.

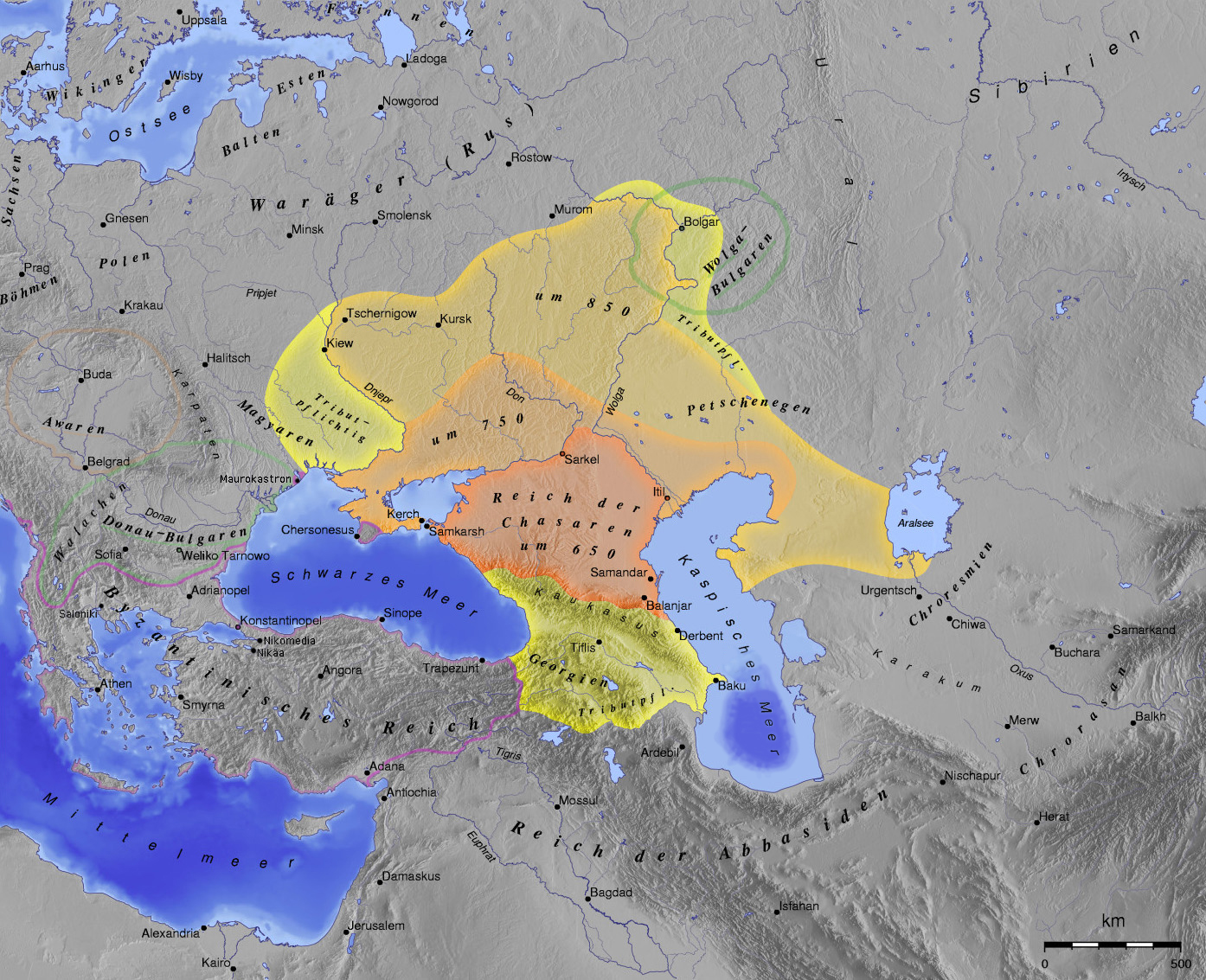
Rozwój terytorialny Kaganatu Chazarskiego w latach 650–850

Wyprawa księcia nowogrodzkiego Olega Mądrego na Kaganat Chazarski i Kijów (882) doprowadziła do zjednoczenia północnych i południowych księstw ruskich (wareskich). Oleg Mądry z przyczyn geopolitycznych przeniósł wkrótce stolicę swego państwa z Nowogrodu Wielkiego (Holmgardu) do Kijowa (Kaenugard) co dało początek Rusi Kijowskiej, normańskiej nowej Gardariki.
Decydujący cios kaganatowi, po którym już nie wrócił do dawnej potęgi, zadał w 965/966 roku władca Rusi Kijowskiej Światosław I. W czasie ruskiej wyprawy zbrojnej zniszczył najważniejsze ośrodki chazarskie: Itil, Samandar i Serkel co położyło kres państwowości chazarskiej.
Władcą kaganatu, czyli federacji koczowniczych plemion był kagan – zwierzchnik arystokracji i ludu. Władcy uzależnionych plemion kaganowi płacili trybut i dostarczali potrzebne kontyngenty wojskowe. Gdy wymagała tego potrzeba, kagan wysyłał w newralgiczne miejsca swojego namiestnika tuduna. Kronikarze arabscy: Ibn Fadlān i Al-Masudi piszą o dualizmie najwyższej władzy chazarskiej. Wielki kagan, który pokazywał się poddanym jedynie cztery razy w roku, miał swojego zastępcę, kagan-bega, malika, który dowodził wojskiem i kierował sprawami państwa, czyli posiadał rzeczywistą władzę. W administrowaniu państwem kagan-begowi pomagali kundur-kagana, dżawszygyra oraz tarchanowie.
Wielki kagan, który pochodził zazwyczaj z rodziny dynastycznej, a od IX wieku musiał być wyznawcą judaizmu, władał państwem przez okres czterdziestu lat, po którym był zwalniany bądź zabijany. Jako posiadacz boskiej siły był gwarantem pomyślności poddanych.
W grodzie Itil – stolicy kaganatu – rezydowało siedmiu sędziów: po dwóch dla wyznawców islamu, chrześcijaństwa i judaizmu oraz jeden dla pogan.